# Rhamphomyia clariventris
Rhamphomyia clariventris är en tvåvingeart som beskrevs av Toyohi Okada 1941. Rhamphomyia clariventris ingår i släktet Rhamphomyia och familjen dansflugor. Inga underarter finns listade i Catalogue of Life.